# Hauptstraße C33
Die Hauptstraße C33 im Westen Namibias zweigt in Karibib von der Nationalstraße B2 ab und führt in nordöstlicher Richtung über Omaruru und Kalkfeld nach Otjiwarongo, wo sie in die Nationalstraße B1 einmündet. Sie bildet einen zentralen Teil des Trans-Caprivi-Corridor.